# Morawka (dopływ Białej Lądeckiej)
Morawka (niem. Mohre) – potok, lewy dopływ Białej Lądeckiej o długości 12,71 km.

## Hydrologia i geomorfologia zlewni Morawki
Źródłem Morawki są dwa potoki – Lewa Widełka i Prawa Widełka wypływające ze stoku góry Solec w Górach Bialskich na wysokości około 960–1000 m n.p.m. i leżą na terenie rezerwatu Nowa Morawa. Potok przepływa kolejno przez następujące miejscowości: Nowa Morawa, Bolesławów, Stara Morawa i Stronie Śląskie, na wysokości którego ma ujście. Jego lewymi dopływami są Czarna Woda (Sienna Woda), Kleśnica, Kamienica, Szyndzielny Potok i Lewa Widełka, a prawymi Łacin, Chłopski Potok, Dopływ spod Jaworowej Kopy i Prawa Widełka. Od potoku wzięło nazwę osiedle Morawka w Stroniu Śląskim.
Morawka płynie przez obszar zbudowany ze skał metamorficznych – metamorfik Lądka i Śnieżnika. Tworzą go łupki łyszczykowe i gnejsy śnieżnickie, a podrzędnie kwarcyty, amfibolity i łupki amfibolitowe, erlany i łupków grafitowych.

## Zapora na Morawce
Na wysokości osiedla Morawka w Stroniu Śląskim potok jest przegrodzony ziemno-kamienną zaporą tworzącą suchy przeciwpowodziowy Zbiornik Stronie Śląskie o powierzchni 24,5 ha, mogący pomieścić do 1,38 mln m³ wody. Tama ma wysokość 16 m i została wybudowana w latach 1906-1908. Początkowo zbiornik retencyjny był stale napełniony wodą. Obecnie jest to zbiornik suchy, napełniający się tylko podczas gwałtownych przyborów wód.
Podczas powodzi w 2024 roku wał ziemny zbiornika uległ przerwaniu, a spływająca ze zbiornika woda spowodowała katastrofalne zniszczenia w Stroniu Śląskim i Lądku-Zdroju.